# San Giuliano di Puglia
San Giuliano di Puglia est une commune italienne de la province de Campobasso, dans la région Molise.
Elle fut frappée, le 31 octobre 2002, par un séisme qui provoqua la mort de 30 personnes, dont 27 enfants et leur instituteur.

## Administration
| Période                                  | Période | Identité | Étiquette | Qualité |
| ---------------------------------------- | ------- | -------- | --------- | ------- |
|                                          |         |          |           |         |
| Les données manquantes sont à compléter. |         |          |           |         |

### Communes limitrophes
Bonefro, Casalnuovo Monterotaro, Castelnuovo della Daunia, Colletorto, Sant'Elia a Pianisi, Santa Croce di Magliano